# Flettner Fl 185
El Flettner Fl 185 fue un girodino experimental monoplaza de tres rotores fabricado por la empresa alemana Anton Flettner, Flugzeugbau GmbH en 1936 . Desarrollado por Anton Flettner y el ingeniero y pionero en el campo del diseño de helicópteros Kurt Hohenemser sobre la base de las experiencias realizadas en el anterior autogiro Flettner Fl 184 .

## Historia del proyecto
El proyecto había sido encargado por la Kriegsmarine interesada en evaluar un aparato con características y usos similares al autogiro Cierva C.30 producido bajo licencia, en varios países, entre ellos Alemania. Flettner buscó desarrollar aún más los conceptos utilizados en el anterior autogiro Fl 184 para crear una aeronave de diseño técnico más versátil y superior.
A pesar de la solicitud del Reichsluftfahrtministerium de la construcción de dos prototipos, Flettner prefirió concentrarse en la realización del posterior desarrollo de la idea inicial, que sería la definitiva Flettner Fl 265 mas maduro para la producción en masa. El único Fl 185,matriculado D-EFLT despegó hacia el final de 1937.

## Técnica
El Fl 185 presentaba una apariencia general a primera vista todavía muy similar a un avión normal. Era lo que se denomina un girodino , (podía volar tanto como un helicóptero como un autogiro). El motor, un radial Siemens-Halske SH 14A de 140 hp, instalado en la proa de la aeronave con un carenado tipo NACA provisto de una pequeña hélice tripala con la única función de contribuir a la refrigeración del motor. Dicho motor aportaba movimiento a través de un reductor de velocidad colocado enfrente de la cabina y un sistema de eje de transmisión que podía ser utilizado para impulsar dos hélices de paso variable instaladas en sendos montantes, uno a cada lado del fuselaje, mientras su único rotor principal tripala, de 12 m de diámetro, posicionado en la parte superior del avión solo era accionado mecánicamente cuando el aparato realizaba maniobras de helicóptero.
Cuando volaba como autogiro las hélices laterales actuaban como medio de avance y el rotor principal giraba mediante autorrotación , mientras que cuando lo hacía como helicóptero era acoplado el rotor principal al motor y una de las hélices actuaba como tractora y la otra como compensadora del par de torsión.
El fuselaje, construido en técnica mixta, estaba equipado con una cabina cerrada con una gran superficie acristalada y terminaba posteriormente en una gran aleta que también integraba las funciones de los planos de cola verticales. El tren de aterrizaje consistía en una rueda de morro, dos ruedas de estabilización más pequeñas debajo de los estabilizadores y un patín de cola.

## Especificaciones técnicas

### Características generales
- Tripulación: 1
- Longitud: 5,80 m
- Diámetro rotor principal: 12 m
- Altura: 2,70 m
- Área circular: 113,11 m² (rotor principal)
- Peso vacío: 771 kg
- Peso máximo al despegue: 898 kg
- Planta motriz:  radial de siete cilindros refrigerado por aire Siemens-Halske SH 14A.
  - Potencia: 104 kW (140 HP; 142 CV) cada uno.